# Eusterinx australis
Eusterinx australis är en stekelart som beskrevs av Dasch 1992. Eusterinx australis ingår i släktet Eusterinx och familjen brokparasitsteklar. Inga underarter finns listade i Catalogue of Life.